# シチリア海峡
シチリア海峡（シチリアかいきょう、英語: Strait of Sicily）は、地中海のシチリア島とチュニジアとの間にある海峡。地中海を東西に分け、北はティレニア海とつながっている。

## 名称
統一された英語名称は定められておらず、Strait of Sicily のほかに Sicilian Strait, Sicilian Channel, Channel of Sicily, Sicilian Narrows, Pantelleria Channel などの名称がある。ほかの言語では以下のように呼ばれる。
- イタリア語: Stretto di Sicilia, Canale di Sicilia
- シチリア語: Canali di Sicilia, Strittu di Sicilia
- アラビア語: مضيق صقلية

フランス語では「シチリア海峡」（Canal de Sicile）のほか、「ボン岬海峡」（canal du cap Bon）あるいは「ケリビア海峡」（canal de Kélibia）の名でも呼ばれる。ケリビアは海峡の南側にある地方の名称であり、ボン岬半島はチュニジアから海峡に突き出した半島の名である。

## 地理
最狭部はシチリアのマツァーラ・デル・ヴァッロとチュニジアのエル・ハワリア (El Haouaria) との間で、幅は約145km。地中海を西地中海と東地中海に分け、北はティレニア海とつながっている。南西側についてはリビア海とも呼ばれる。海峡の中ほどにはパンテッレリア島がある。このほか海峡周辺には、南東側にマルタやペラージェ諸島など、北西側にエーガディ諸島などの島々がある。
深層海流は東から西へ流れており、表層近くの海流は逆方向に流れている。通常ではない海水の動きは海洋学者の関心を呼んでいる。